# Cục Trinh sát, Bộ đội Biên phòng Việt Nam
Cục Trinh sát  trực thuộc Bộ Tư lệnh Bộ đội Biên phòng Việt Nam thành lập ngày 23 tháng 4 năm 1959 là cơ quan đầu ngành trinh sát của BĐBP, có chức năng làm tham mưu cho Đảng uỷ, Bộ Tư lệnh BĐBP về công tác trinh sát, đồng thời trực tiếp thực hiện và chỉ đạo, hướng dẫn các đơn vị trong BĐBP thực hiện công tác trinh sát.

## Lãnh đạo hiện nay
- Cục trưởng: Thiếu tướng Võ Tiến Nghị (Nguyên Chỉ huy trưởng BĐBP Hà Tĩnh)
- Phó Cục trưởng: Đại tá Quàng Văn Xiến (nguyên Phó CHT BĐBP Lai Châu) (Bí thư Đảng ủy)
- Phó Cục trưởng: Đại tá Nguyễn Văn Giáp (Nguyên Phó CHT Nghiệp vụ BĐBP Quảng Bình)
- Phó Cục trưởng: Đại tá Hoàng Ngọc Linh

## Tổ chức
- 9 Phòng chức năng
- Ban Tài chính
- 3 Đoàn Trinh sát (Bắc, Trung, Nam)

## Khen thưởng
- Danh hiệu Anh hùng Lực lượng Vũ trang Nhân dân (2000)
- 15 Huân chương các loại

## Cục trưởng qua các thời kỳ
- -2012, Nguyễn Mạnh Thắng, Thiếu tướng (2008)
- 2012-2015, Lê Đình Huy, Thiếu tướng
- 2015-4.2020, Đoàn Văn Nghĩa, Thiếu tướng
- 4.2020- 10.2021, Vũ Trung Kiên, nguyên Chỉ huy trưởng Bộ Chỉ huy Bộ đội Biên phòng tỉnh Gia Lai, hiện là Phó Tư lệnh Pháp luật Cảnh sát biển
- 10.2021-01.2022, Bùi Hồng Thanh Phụ trách Cục trưởng, hiện là Chỉ huy trưởng Bộ Chỉ huy Bộ đội Biên phòng tỉnh Hà Tĩnh
- 11.2022-nay, Võ Tiến Nghị, nguyên Chỉ huy trưởng Bộ Chỉ huy Bộ đội Biên phòng tỉnh Hà Tĩnh